# 自動車安全運転センター法
自動車安全運転センター法（じどうしゃあんぜんうんてんセンターほう、昭和50年7月10日法律第57号）は、特別民間法人自動車安全運転センターの活動・運営に関する法律である。
同法により自動車安全運転センターは各都道府県（北海道は方面ごと）に事務所が置かれ、交通事故証明書・運転経歴証明書等の発給などを業務とする。

## 構成
- 第一章　総則（第1条―第8条）
- 第二章　設立（第9条―第14条）
- 第三章　管理（第15条―第28条）
- 第四章　業務（第29条―第31条）
- 第五章　財務及び会計（第32条―第36条）
- 第六章　監督（第37条・第38条）
- 第七章　雑則（第39条―第41条）
- 第八章　罰則（第42条―第45条）
- 附則